# Robert Merl
Robert Merl (* 15. červen 1991 Norimberk, Německo) je rakouský reprezentant v orientačním běhu.
Mezi jeho největší úspěchy patří zlatá a stříbrná medaile z mistrovství světa juniorů 2011 v polském Wejherowu; a bronzová medaile ze štafet na světových hrách v kolumbijském Cali. V současnosti běhá za rakouský klub ASKÖ Henndorf, a norský Lillomarka OL, za který startuje ve Skandinávii.